# Голямо тихоокеанско сметище
Голямото тихоокеанско сметище (на английски: Great Pacific garbage patch), също Тихоокеанският боклуковъртеж (на английски: Pacific trash vortex), е циркулиращ морски боклук в централната част на Северния Тихи океан.
Открита е между 1985 и 1988 г. Размерът му е неизвестен, но оценките за площта му варират от 700 000 km2 до над 15 000 000 km2. Съставено е главно от микропластмасови частици с размер под 5 mm, които са в много ниска концентрация – около 4 частици на кубичен метър – поради което не може да бъде наблюдавано без специално оборудване.
Сметището се простира на 500 морски мили от брега на Калифорния, през северната част на Тихия океан, покрай Хаваите и достига Япония. Пластмасите плават във водата на дълбочина от 1 до 100 метра. Над 70% от цялата пластмаса се утаява в дънните слоеве, заради което никой не може да определи точно колко боклук има в Тихия океан. Пластмасите са прозрачни и са под повърхността на водата и именно това затруднява наблюдението им от спътници.
Смята са че, както останалите зони на концентриран морски боклук в световния океан, така и Голямото тихоокеанско сметище се е образувало постепенно в резултат на океанско и морско замърсяване, натрупвано от океанските течения. Зоната с боклук заема голям и относително стационарен регион от Тихия океан. Циркулацията на петното привлича допълнително боклуци от океана, включително от крайбрежните води на Северна Америка и Япония. След това материалът постепенно бива изтласкван към центъра на боклуковъртежа чрез повърхностни течения.
Изследване от 2017 г. на учени от Калифорнийския университет в Санта Барбара и Университета Джорджия заключава, че от 9,11 милиарда тона пластмаси, произведени след 1950 г., около 7 милиарда тона вече не се използват. Авторите оценяват, че едва 9% от тях са рециклирани през годините, а други 12% са изгорени, оставяйки 5,5 милиарда тона пластмасов боклук, замърсяващ океаните и земята.

## Разпадане на пластмасите
Голямото тихоокеанско сметище има едни от най-високите познати нива на пластмасови частици, разтворени в горната водна колона. В резултат, това е един от няколко океански региони, където изследователите изследват ефектите и въздействието на разпадането на пластмасите на повърхностния слой на водата. За разлика от други органични отпадъци, които се разлагат биохимически, пластмасата се разлага на още по-малки частици, докато продължава да е полимер. Този процес продължава до молекулно ниво. Докато пластмасовият боклук се разпада на по-малки частици, той се концентрира в горната водна колона. Разлагайки се, пластмасата накрая става достатъчно малка, за да бъде погълната от водни организми, живеещи на повърхността на океана, и така навлизайки в хранителната верига. Някои пластмаси се разлагат година след попадане във водата, изпускайки потенциално отровни химикали като бисфенол А, полихлориран бифенил и производни на полистирена.

## Въздействие върху морския живот
Според ООН, океаните ще съдържат по-голяма маса пластмаси, отколкото риба към 2050 г. Някои издръжливи пластмаси попадат в стомасите на морски животни. Сред засегнатите животни са морските костенурки и Phoebastria nigripes. Атолът Мидуей получава значителна част от боклуците на тихоокеанския боклуковъртеж. От 1,5 милиона лайзенски албатроси, обитаващи атола, най-вероятно всички имат пластмаса в храносмилателната система. Близо една трета от пилетата умират, като много от смъртните случаи се дължат на това, че родителите им са ги нахранили с пластмаса.